# Moment multipolaire axial
En électrostatique, et plus généralement en théorie du potentiel le moment multipolaire axial d'ordre k (entier positif ou nul) est une grandeur physique  qui apparaît dans le développement en série du potentiel créé à grande distance par une distribution de charges électrique réparties selon un axe (noté Oz, O étant l'origine).
Dans le cas d'une distribution de charges décrite de façon discrète, c'est-à-dire de N charges de valeurs {\displaystyle q_{n}} réparties aux positions {\displaystyle z_{n}} sur l'axe, le moment multipolaire axial d'ordre k ou moment 2k-polaire est défini par:
{\displaystyle M_{k}=\sum _{n=1}^{N}{q_{n}z_{n}^{k}}}, avec k entier positif ou nul.
Pour une distribution décrite de façon continue par la densité linéique de charges {\displaystyle \sigma (z)}, cette expression s'écrira:
{\displaystyle M_{k}=\int {\sigma (z)z^{k}dz}},
l'intégration portant sur tout le domaine de la distribution.
Les moments multipolaires axiaux sont des cas particuliers de moment multipolaire pour des charges réparties selon un axe, il est possible de considérer également les moments multipolaires sphériques dans le cas général.

## Cas d'une distribution de charges discrètes

### Potentiel créé par une charge unique
Pour une charge ponctuelle q située en un point P de l'espace, le potentiel électrostatique créé en un point M est donné par:
{\displaystyle V(M)={\frac {q}{4\pi \epsilon _{0}PM}}}.
Dans le cas particulier où la charge q est situé sur l'axe Oz à la distance {\displaystyle d>0} de l'origine O, il est possible d'exprimer le potentiel électrostatique au point M repéré par {\displaystyle \mathbf {r} =\mathbf {OM} }:
{\displaystyle V(M)={\frac {q}{4\pi \epsilon _{0}{\sqrt {r^{2}+d^{2}-2dr\cos {\theta }}}}}={\frac {q}{4\pi \epsilon _{0}r{\sqrt {1+{\epsilon }^{2}-2\epsilon \cos {\theta }}}}}},
où {\displaystyle \theta } est l'angle entre {\displaystyle \mathbf {r} } et l'axe Oz, et {\displaystyle \epsilon ={\tfrac {d}{r}}}. 
Il est possible de remarquer que {\displaystyle {\frac {1}{\sqrt {1+\epsilon ^{2}-2\epsilon \cos {\theta }}}}} correspond à la fonction génératrice des polynômes de Legendre: 
{\displaystyle {\frac {1}{\sqrt {1+\epsilon ^{2}-2\epsilon \cos {\theta }}}}=\sum _{k=0}^{+\infty }{\epsilon ^{k}P_{k}(\cos {\theta })}}.
Par suite l'expression du potentiel électrostatique créé au point M par une charge ponctuelle q située au voisinage de l'origine sur l'axe Oz est donnée par:
{\displaystyle V(M)={\frac {1}{4\pi \epsilon _{0}}}\sum _{k=0}^{+\infty }{M_{k}{\frac {P_{k}(\cos {\theta })}{r^{k+1}}}}},
avec {\displaystyle M_{k}=qd^{k}} moment multipolaire axial.
Clairement les différentes contributions décroissent rapidement avec r et pour d très petit devant la distance r on retrouve sans surprise l'expression du potentiel pour une charge à l'origine.

### Généralisation à plusieurs charges discrètes sur l'axe
Dans le cas plus général de N charges discrètes {\displaystyle q_{n}} réparties sur l'axe Oz aux positions (algébriques) {\displaystyle z_{n}}, il est clair que du fait de la linéarité des équations de l'électrostatique l'expression du potentiel créé à grande distance en un point M est la somme des potentiels créés part chacune des charges. Il en résulte une expression de la même forme que précédemment :
{\displaystyle V(M)={\frac {1}{4\pi \epsilon _{0}}}\sum _{k=0}^{+\infty }{M_{k}{\frac {P_{k}(\cos {\theta })}{r^{k+1}}}}},
avec:
{\displaystyle M_{k}=\sum _{n=1}^{N}{q_{n}z_{n}^{k}}}, moment 2k-polaire axial de la distribution.
Le moment d'ordre k = 0 correspond au terme polaire de la distribution, physiquement il s'agit simplement de la charge globale de la distribution: {\displaystyle M_{0}=\sum _{n=1}^{N}{q_{n}}=Q}. Le terme correspondant dans l'expansion en multipôles axiaux est donc en 1/r et domine largement à grande distance sauf si Q = 0 (distribution apolaire).
Le moment suivant correspond au moment dipolaire électrique de la distribution: {\displaystyle M_{1}=\sum _{k=0}^{N}{qz_{n}}}. Le terme correspondant dans la distribution varie en {\displaystyle 1/r^{2}}. 
Les moments suivants sont dits quadrupolaire (22), octupolaire (23), etc.

### Exemple
Il est possible de considérer trois charges, de valeurs {\displaystyle q_{1}}, {\displaystyle q_{2}} et {\displaystyle q_{3}}, placées respectivement en z = d (d > 0), z = 0 et z = –d. L'expression précédente du moment 2k-polaire {\displaystyle M_{k}} devient alors:
{\displaystyle M_{k}=q_{1}d^{k}+(-1)^{k}q_{3}d^{k}} pour {\displaystyle k=1,2,...,\infty } et {\displaystyle M_{0}=q_{1}+q_{2}+q_{3}}.
Les cas particuliers suivants peuvent être considérés :
- distribution purement polaire: {\displaystyle q_{1}=q_{3}=0}, {\displaystyle q_{2}\neq 0}: tous les moments multipolaire d'ordre supérieur à 0 sont nuls, le potentiel est celui d'une charge unique placée à l'origine;
- dipôle électrostatique rigide: {\displaystyle q_{1}=-q_{3}=q}, {\displaystyle q_{2}=0}. Dans ce cas le terme polaire de l'expansion est nul, et le premier moment non nul est le moment dipolaire {\displaystyle M_{1}=2qd=p}. Le terme dominant du potentiel est le terme dipolaire électrique {\displaystyle v_{dip.}(M)={\frac {p\cos {\theta }}{4\pi \epsilon _{0}r^{2}}}={\frac {\mathbf {p} \cdot \mathbf {r} }{4\pi \epsilon _{0}r^{3}}}}, avec {\displaystyle \mathbf {p} =2qd\mathbf {e} _{z}} vecteur moment dipolaire électrique. Le terme suivant dans l'expansion du potentiel est le terme octupolaire faisant intervenir {\displaystyle M_{3}=2qd^{3}}, soit {\displaystyle V_{oct.}={\frac {M_{3}P_{3}(\cos {\theta })}{4\pi \epsilon _{0}r^{4}}}} et variant en {\displaystyle 1/r^{4}}.
- quadrupôle électrostatique linéaire: {\displaystyle q_{1}=q_{3}=q}, {\displaystyle q_{2}=-2q}. Il est facile de vérifier qu'alors les moments polaire et dipolaire {\displaystyle M_{0}} et {\displaystyle M_{1}} sont nuls, le premier moment non nul est le moment quadrupolaire {\displaystyle M_{2}=2qd^{2}} et le terme correspondant dans l'expression du potentiel est {\displaystyle V_{quad.}(M)={\frac {M_{2}}{4\pi \epsilon _{0}r^{3}}}{\frac {\left(3\cos ^{2}{\theta }-1\right)}{2}}}.

## Cas d'une distribution continue
Dans le cas d'une distribution continue de charge de densité linéique {\displaystyle \sigma (z)} sur l'axe Oz, le potentiel électrostatique en un point M de l'espace s'écrit:
{\displaystyle V(M)=\int {\frac {\sigma (z)dz}{4\pi \epsilon _{0}{\sqrt {r^{2}+z^{2}-2zr\cos {\theta }}}}}=\int {\frac {\sigma (z)dz}{4\pi \epsilon _{0}r{\sqrt {1+{\tfrac {z}{r}}^{2}-2{\tfrac {z}{r}}\cos {\theta }}}}}},
soit en utilisant à nouveau les propriétés de la fonction génératrice des polynômes de Legendre qui apparaît au dénominateur de l'intégrande, il vient :
{\displaystyle V(M)={\frac {1}{4\pi \epsilon _{0}}}\sum _{k=0}^{+\infty }{M_{k}{\frac {P_{k}(\cos {\theta })}{r^{k+1}}}}},
où {\displaystyle M_{k}} représente le moment 2k-polaire axial donné par:
{\displaystyle M_{k}=\int {\sigma (z)z^{k}dz}}.
Finalement, pour une distribution continue sur l'axe Oz, et à suffisamment grande distance de celui-ci, le potentiel électrostatique est la somme des contributions polaire, dipolaire, quadrupolaire, ... ,2k-polaire axiales, chacune variant respectivement en {\displaystyle 1/r}, {\displaystyle 1/r^{2}}, {\displaystyle 1/r^{3}}, ..., {\displaystyle 1/r^{k+1}}.